# Campoplex latus
Campoplex latus là một loài tò vò trong họ Ichneumonidae.